# Mitchell Mulhern
Mitchell Mulhern, né le 22 janvier 1991 à Brisbane, est un coureur cycliste australien. Il est champion du monde de poursuite par équipes en 2014.

## Palmarès sur route
- 2013
  - 3e du Giro del Belvedere
- 2016
  - Grand Prix de Geluwe

## Palmarès sur piste

### Championnats du monde
- Cali 2014
  -  Champion du monde de poursuite par équipes (avec Luke Davison, Alexander Edmondson et Glenn O'Shea)
- Saint-Quentin-en-Yvelines 2015
  -  Médaillé de bronze de la poursuite par équipes

### Coupe du monde
- 2011-2012
  - 2e de la poursuite à Pekin
  - 2e de la poursuite par équipes à Pékin (avec Edward Bissaker, Alexander Edmondson et Michael Freiberg)
  - 2e de la poursuite par équipes à Cali (avec Luke Durbridge, Michael Hepburn et Rohan Dennis)
  - 2e de la poursuite par équipes à Astana (avec Alexander Edmondson, Michael Freiberg et Glenn O'Shea)
- 2013-2014
  - 1er de la poursuite par équipe à Aguascalientes (avec Luke Davison, Alexander Edmondson et Alexander Morgan)
  - 2e de la poursuite par équipes à Manchester (avec Alexander Edmondson, Alexander Morgan et Glenn O'Shea)

### Championnats d'Océanie
| Édition / Épreuve | Poursuite individuelle | Poursuite par équipes                                     | Course aux points |
| 2010              |                        | Bronze                                                    |                   |
| 2012              | Bronze                 | Or (avec Luke Davison, Alexander Morgan et Miles Scotson) | Bronze            |

### Championnats d'Australie
- 2009
  -  Champion d'Australie de poursuite par équipes juniors (avec Michael Hepburn, Jordan Kerby et Thomas Richards)
- 2010
  - 3e du championnat d'Australie de course aux points
- 2011
  - 2e du championnat d'Australie de poursuite par équipes (avec Michael Hepburn, Jordan Kerby et Nick Schultz)
- 2012
  - 2e du championnat d'Australie de poursuite par équipes (avec Michael Hepburn, Jesse Kerrison et Nick Schultz)
  - 3e du championnat d'Australie de poursuite